# رونت
رونت (روسی: Рунет) یک تکواژ چندوجهی که ترکیبی از کلمه روسیه (RU) m و شبکه (Net/Network) است و اشاره اجتماع و وب‌سایت روس زبان در اینترنت است. واژه Runet در بهار سال ۱۹۹۷ توسط یک شهروند اسرائیلی و سخنور زبان روسی از اهالی باکو، آذربایجان ابداع شد. برای کاربران عادی، واژه Runet به این معنی است که محتوای وب سایت‌ها برای کاربران روسی بدون مهارت‌های زبانی خارجی در دسترس است (برای مثال، موتورهای جستجوی روسی، سرویس‌های ایمیل، و نسخ بومی و محلی وبسایت‌هایی نظیر dictionaries, YouTube, eBay, PayPal, PayPal, Foursquare Foursquare و غیره برای کاربرد در همه کشورهای پس از اتحاد شوروی است.
این واژه توسط رسانه‌ها، روزنامه نگاران و سیاستمداران مورد استفاده قرار گرفته‌است. Runet به‌طور کامل مترادف با اینترنت روسی نیست و همچنین صرفاً به سایت‌های اینترنتی در روسیه، حتی با مجموعه سایت‌های موجود در این کشور با پسوند .ru اشاره ندارد، اما بیشتر به حوزه سایت‌های اینترنتی اشاره دارد که عمدتاً توسط کاربران روسی‌زبان مورد بازدید قرار می‌گیرند، که بخشی از فرهنگ معاصر روسیه را تشکیل می‌دهند. مقامات روسیه چند سال است که روی برپایی شبکه RuNet و ملزوماتش کار می کنند.  یکی از اهداف روسیه از استفاده از مکانیزم اینترنت ملی، کاهش میزان گردش اطلاعات (ترافیک داده‌های) داخلی از طریق شبکه جهانی توصیف شده است. به همین منظور قرار است روسکوم‌نادزور (Roskomnadzor)، نهاد ناظر بر شبکه‌های ارتباطی و تلکام روسیه، یک ساختار جدید را تا سال ۲۰۲۱ در اپراتورهای تلفن و تلفن همراه اضافه کند.